# 湘江源瑶族乡
湘江源瑶族乡，原名为紫良瑶族乡，是中华人民共和国湖南省永州市蓝山县下辖的一个民族乡。2015年由紫良瑶族乡更名。

## 行政区划
湘江源瑶族乡下辖以下地区：
高沅村、坪源村、桐村、联村和竹林村。